# Bentvueghels

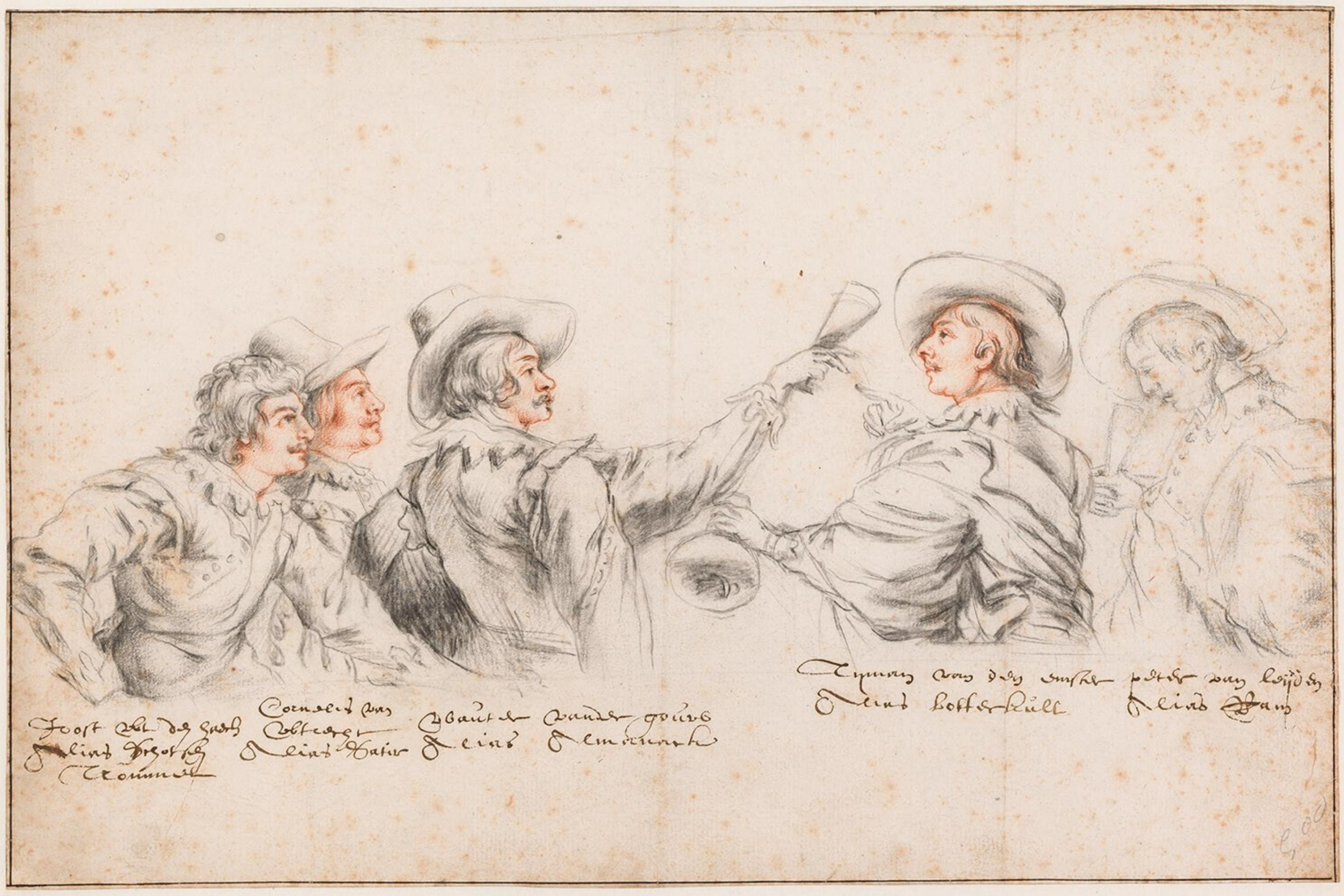
Les Bentvueghels, dessin anonyme réalisé aux environs de 1620 et conservé au musée Boijmans Van Beuningen de Rotterdam : sont représentés, de gauche à droite, Joost de La Haye dit « Schotsen trommel » (« Tambour écossais »), Cornelis (Van Poelenburgh) d'Utrecht dit « Satier » (« Satyre »), Wouter (Crabeth) de Gouda dit « Almanack » (« Almanach »), Tyman (Cracht) d'Emster dit « Botterkul » (« Le Gas au Beurre ») et Peter de Leyde dit « Ram » (« Bélier »).

Les Bentvueghels, litt., les « Oiseaux de bande » (bende gevleugelde) ou « Ailes colorés »(bonte vleugels), ou Schildersbent (le «Syndicat des peintres »), est le nom d’une sorte de confrérie constituée essentiellement d’artistes, active à Rome, et dont les membres venaient principalement des Pays-Bas du Nord et du Sud.  Le nom frappant de ce groupe provient de la façon dont ses membres se voyaient, à savoir un groupe d'oiseaux colorés. Avec leurs rituels et leurs coutumes, ils parodiaient les deux "maisons saintes" officielles de l'Italie : l'Église catholique romaine et l'Accademia di San Luca. On y faisait la fête entre compatriotes, mais ils étaient unis par la peinture.

## Naissance
La confrérie a existé de 1620 à 1720 environ. Les Bentvueghels comptaient environ 480 membres au cours des 100 ans d'existence de la société. Parmi la première génération de membres du Bent, la plupart sont originaires d'Utrecht. À cette époque, Abraham Bloemaert avait créé son école de dessin d'Utrecht, dont la formation était complétée par un voyage en Italie.

## Activités
Les Bentvueghels comprenaient principalement des peintres, des dessinateurs et des graveurs, mais aussi quelques sculpteurs, quelques orfèvres, au moins un poète, et même des individus qui n'avaient aucun lien avec la création artistique : ainsi trouve-t-on parmi eux deux pharmaciens, un chirurgien et un général, sans doute des amateurs ou connaisseurs. La plupart venaient des Pays-Bas du Nord et du Sud, mais des membres originaires d'autres pays, notamment d'Allemagne et de France, purent également à un moment ou à un autre se joindre à eux, de même que quelques Italiens.
En ce qui concerne les artistes du nord, c'est une fois achevé leur apprentissage dans leur pays natal qu'ils effectuaient le long voyage vers Rome, afin d’y parfaire leurs études par l’observation des chefs-d’œuvre dont la cité regorgeait. Leur séjour durait le plus souvent quelques années. Ils résidaient un peu partout dans la ville, mais beaucoup s'installèrent dans le nord de celle-ci, aux environs de paroisses comme Santa Maria del Popolo et San Lorenzo in Lucina. Le groupe des Bentvueghels, auquel ils avaient alors la possibilité d'appartenir, jouait un rôle purement social, un lien réunissant des étrangers partageant des intérêts communs, qui pouvaient échanger des idées dans leur langue maternelle. On ne peut en aucun cas considérer la confrérie comme une école artistique : les peintres, dessinateurs, graveurs (pour ne parler que de ceux-ci) membres des Bentvueghels ont donné dans des genres variés, et l'influence de leur voyage d'étude en Italie sur leurs œuvres fut également diverse et plus ou moins marquée. Il a pu cependant exister une certaine émulation entre des artistes qui ont fait partie de ce « club » au cours de la même période.
Ils comprenaient beaucoup de Bamboccianti, un nouveau genre de dessins et de peintures illustrant la vie populaire romaine. Au grand dam de l'exaltée Accademia di San Luca, ces œuvres étaient très populaires à Rome. Parmi les artistes néerlandais connus du Bambocciate figurent Pieter van Laer et Jan Miel.

## Rituel d'initiation
Pour faire partie des Bentvueghels, il fallait se soumettre à un rituel d’initiation, qui pouvait durer une journée entière. S'il est clair qu'au cours des cent ans d'existence de la confrérie, des changements ont pu intervenir dans le déroulement du « cérémonial », voici ce à quoi celui-ci a pu ressembler. 
Dans l’auberge où le groupe se réunissait, on représentait tout d’abord un tableau vivant allégorique et parodique, dans lequel Bacchus, le dieu du vin, et le « saint patron » de la bande, jouait un rôle de premier plan. Au cours de la cérémonie, les règles de l'art sont communiquées au nouveau membre par le "prêtre de campagne" qui baptisait le nouveau membre, qui était appelé le « vert » (groene) ou le novice, avec du vin. Cette parodie de baptême leur a valu quelques difficultés avec l'église catholique.
L'impétrant était soumis à une épreuve initiatique. Dans un coin sombre, des membres de la bande, vêtus de draps telles des apparitions fantomatiques, et se servant de feux d’artifice, tâchaient de l'effrayer autant que possible. Après avoir traversé cette épreuve, le novice, agenouillé, et aussi souvent nu, était alors arrosé de vin en même temps qu'étaient prononcées des imprécations mystérieuses. Il recevait un surnom : un « bentnaam » ; il s’agissait du nom d’un dieu ou d’un héros classique, comme Bacchus, Cupidon, Hector, Orphée, etc., mais il pouvait aussi faire référence à un élément du travail du nouveau membre ou, de façon humoristique ou semi-obscène, à une particularité physique ou à un trait de caractère frappant de ce dernier. L'utilisation d'un nom couché était une parodie des surnoms sérieux donnés aux membres de l'académie des arts. Mais à l'académie, le surnom était souvent dérivé du lieu de naissance. 

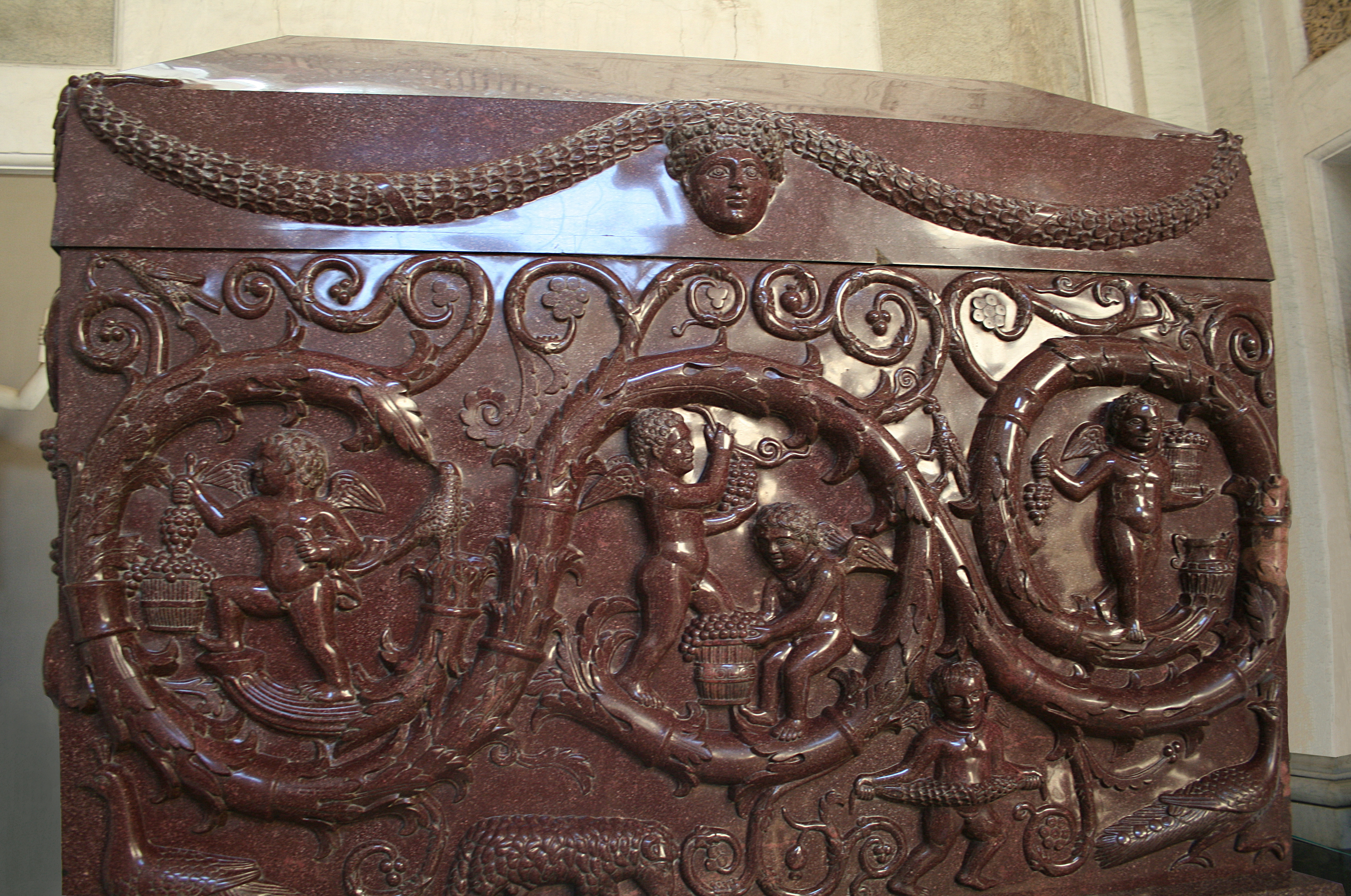
Sarcofago di Costantina - Museo Pio-Clementino - Vatican

La cérémonie s’achevait par un long repas en commun, aux frais du nouvel initié. Pendant ces repas festifs, le vin coulait à flots, et il arrivait que la réunion joyeuse dégénérât en des disputes violentes ou en rixe, au point que certains membres purent avoir à comparaître devant la justice. Au cas où tout se passait sans esclandre, ils se rendaient tous ensemble à travers la ville jusqu’à l'église Santa Costanza, qui était alors populairement désignée sous le nom de « temple de Bacchus ». Là, devant le sarcophage de porphyre de Constantina,, qui était assimilé, à cause de ses motifs bacchiques, à la tombe du dieu romain du vin, ils offraient des libations en l’honneur de celui-ci. Dans l’une des chapelles latérales de Santa Costanza, on peut voir aujourd’hui encore les noms que des membres des Bentvueghels y ont gravés.
Malgré le côté fruste de ces initiations, un aspect intellectuel n’en était pas moins conservé. Joachim von Sandrart, par exemple, écrivit dans son livre de 1675-1679, Teutsche Academie der edlen Bau-, Bild und Malereikünste (Académie allemande des nobles arts de l’architecture, de la sculpture et de la peinture), qu’avaient été inclus dans son « baptême » : « des discours raisonnés, entrepris par le Français et des Italiens, aussi bien que par des Allemands et des Néerlandais, chacun s’exprimant dans sa propre langue. » Cornelis de Bruijn écrivit lui aussi au sujet du rituel qu’il avait dû subir en 1674, et réalisa quelques gravures, qu’il publia en 1698.
La pratique fut finalement interdite par le pape Clément XI en 1720.

## Les Bentvueghels et l’Accademia di San Luca
Les Bentvueghels furent fréquemment en désaccord avec l’Accademia di San Luca (« Académie de saint Luc ») de Rome, laquelle avait pour but d’élever le travail d’« artiste » au-dessus de celui d’artisan. Les aspects frustes des activités de la société ont habituellement été mis à l’avant-plan au détriment de ses visées intellectuelles et artistiques. David A. Levine, pour sa part, suggère que la « pédagogie artistique académique, avec l’accent mis sur la copie répétitive, a très bien pu être éprouvée par les membres de la Bent [les Bentvueghels] comme un procédé mécanique, et sans élévation, en comparaison avec leur approche véritablement humaniste. » Des artistes comme Pieter van Laer, cependant, faisaient partie des deux organisations.

## Membres connus
Certains Bentvueghels, parmi les premiers connus de la confrérie, sont représentés sur un dessin anonyme réalisé aux environs de 1620 et conservé au musée Boijmans Van Beuningen de Rotterdam avec, en dessous, l’indication du nom et du surnom de chacun. Sur le dessin sont représentés notamment Cornelis Van Poelenburgh, Wouter Crabeth II et Tyman Arentsz. Cracht ; la coutume de partager des conversations bien arrosées y est clairement mise en évidence. Jan Baptist Weenix était même surnommé « ratel » (crecelle) parce-qu’il parlait vite et beaucoup.
Membres des Bentvueghels (membres supposés signalés par un « ? » dans la dernière colonne — pour les abréviations et la précision des sources, cf. bas du tableau) :
| Nom                              | Prénom & var.                                             | Nom & var.                                    | Naissance   | Mort       | Rome           | Domaines       | Origine                            | Surnom                                            | Traduction                          | Source            | ?      |
| -------------------------------- | --------------------------------------------------------- | --------------------------------------------- | ----------- | ---------- | -------------- | -------------- | ---------------------------------- | ------------------------------------------------- | ----------------------------------- | ----------------- | ------ |
| ?                                |                                                           | ?                                             |             |            |                |                |                                    | Gouden Ezel                                       | Âne d’Or                            | AHn               |        |
| ?                                |                                                           | ?                                             |             |            |                |                |                                    | Volger (Navolger)                                 | Suiveur                             | AHn               |        |
| ?                                |                                                           | ?                                             |             |            |                |                |                                    | Zartruiter                                        |                                     | JDF               |        |
| Bartholomeus Appelman            | Bartholomeus, Barent (Burent), Barend ou Bern(h)ard       | Appelman                                      | 1628/1629   | 1686/1687  | 1650-1657      | Pe, De         | PBNd (La Haye)                     | Hector                                            | Id.                                 | AHn, JFD, RKD     |        |
| Simon Ardé                       | Simon                                                     | Ardé                                          | ?           | 1638       | 1620-1638      | Pe             | PBMer (Anvers)                     | Tovenaar                                          | Magicien                            | RKD               |        |
| Jan Asselyn                      | Jan                                                       | Asselyn ou Asselijn                           | 1600/1620   | 1652       | 1635-1644      | Pe, De         | PBNd (Diemen) ou Dieppe (?)        | Krab (?), Krabbetje ou Crabbetje (RKD)            | (Petit) Crabe                       | AHn, JFD, RKD     |        |
| Jean Baptiste Assenede           | Jean Baptiste ou Jan Baptist                              | Assenede ou Assenie                           | ?           | ?          | 1646-1655      | Pe             | PBMer (Tournai)                    | Lantaren                                          | Lanterne                            | AHn, JFD, RKD     |        |
| Bernard de Bailliu               | Bernard de                                                | Bailliu ou B. Baillen                         | 1641        | 1684-1704  | 1668-1675      | Gr             | PBMer (Anvers)                     | Hemel                                             | Ciel                                | AH, JFD, RKD      |        |
| Johann Wilhelm Baur              | Johann Wilhelm                                            | Baur                                          | 1607        | 1642       | 1625           | Pe, De, Gr     | Allemagne auj. France (Strasbourg) | Slagzwaard (Reiger ?)                             | Espadon (Reiger signifie « Héron ») | RKD               |        |
| David Beck                       | David                                                     | Beck                                          | 1621        | 1656       | 1653           | Pe, De         | PBNd (Delft)                       | Gouden (Gulden) Septer                            | Sceptre d’Or                        | AHn, JDF, RKD     |        |
| Frans Beeldemaker                | Frans ou François                                         | Beeldemaker                                   | 1659        | 1728       | ?              | Pe             | PBNd (Doordrecht)                  | Aap                                               | Singe                               | AHn, JDF, RKD     |        |
| Christian Berentz                | Christian                                                 | Berentz                                       | 1658        | 1722       | ?              | Pe             | Allemagne (Hambourg)               | Goudbloem                                         | Souci (fleur)                       | JDF               | ?      |
| Maurits Bibe                     | Maurits ou Moritz                                         | Bibe                                          | ?           | ?          | 1675           | Pe             | ?                                  | Mengelaer                                         | Mélangeur                           | AHn, JDF, RKD     |        |
| Jan Theunisz. Blankerhoff        | Jan Theunisz. (Anton)                                     | Blankerhoff ou Blankhoff                      | 1628        | 1669       | ?              | Pe, De         | PBNd (Alkmaar)                     | Jan Maat                                          | Camarade Jan                        | JDF, RKD          | ?      |
| Cornelis Bloemaert II            | Cornelis                                                  | Bloemaert II                                  | 1602-1604   | 1692       | 1633-1692      | De, Gr         | PBNd (Utrecht)                     | Winter                                            | Hiver                               | RKD               |        |
| Jacques Blondeau                 | Jacques, Jacob, Jano, Hansje ou Jacomo                    | Blondeau                                      | 1655        | 1698       | 1675-1698      | Gr             | PBMer (Anvers)                     | Weyman                                            | Homme de la Prairie                 | AH, AHn, JDF, RKD |        |
| Gregorius Bodelot                | Gregorius                                                 | Bodelot                                       | ?           | ?          | 1665-1668      | ?              | ?                                  | Goudt-Gelt                                        | Monnaie d’Or                        | RKD               |        |
| Jan Boeckhorst                   | Jan ou Johan(n)                                           | Boeckhorst                                    | 1604        | 1668       | 1639           | Pe, De         | Allemagne (Münster)                | Dr Faustus & Lange Jan                            | Dr Faust & Jan le Long              |                   | ?      |
| Peeter Bolckman                  | Peeter                                                    | Bolckman                                      | 1638        | 1710       | 1668-1669      | Pe             | PBNd (Gorinchem)                   | Roeper (De)                                       |                                     | RKD               |        |
| Paulus Bor                       | Paulus                                                    | Bor ou Bur                                    | 1601 env.   | 1669       | 1623-1625      | Pe, De         | PBNd (Amersfoort)                  | Orlando                                           | Roland                              | RKD               |        |
| Johannes Harmensz. Borsman       | Johannes Harmensz.                                        | Borsman                                       | 1594-1600   | 1650/1651  | 1626-1637      | Pe, De         | PBNd (La Haye)                     | ?                                                 |                                     | RKD               |        |
| Joris Jorisz. Bossaert           | Joris Jorisz.                                             | Bossaert                                      | ?           | ?          | 1623-1626      | Pe             | PBNd (province de Zélande)         | Spirinkhooft                                      |                                     | RKD               |        |
| Andries Both                     | Andries                                                   | Both                                          | 1612/1613   | 1642       | 1635-1641      | Pe, De, Gr     | PBNd (Utrecht)                     | ?                                                 |                                     | RKD               |        |
| Jan Both                         | Jan                                                       | Both                                          | 1618-1622   | 1652       | 1638-1641      | Pe, De, Gr     | PBNd (Utrecht)                     | ?                                                 |                                     | RKD               |        |
| Leonard Bramer                   | Leonard ou Leonaert                                       | Bramer                                        | 1596        | 1674       | 1616-1628      | Pe, De, Gr     | PBNd (Delft)                       | Nestelghat                                        |                                     | RKD               |        |
| Bartholomeus Breenbergh          | Bartholomeus                                              | Breenbergh                                    | 1598        | 1657       | 1619-1629      | Pe, De, Gr     | PBNd (Deventer)                    | Fret (Het)                                        | Le Furet                            | RKD               |        |
| Abraham Brueghel                 | Abraham                                                   | Bruegel ou Brueghel                           | 1631        | 1690-1697  | 1666-1670      | Pe, De, Gr     | PBMer (Anvers)                     | Ryngraaf ou Rijngraaf, Ringraaf                   | Rhingrave                           | AH, AHn, JDF, RKD |        |
| Jan Baptist Bruegel              | Jan Baptist                                               | Bruegel ou Brueghel                           | 1647        | 1719       | 1674-1719      | Pe             | PBMer (Anvers)                     | Meleager                                          | Méléagre                            | AH, AHn, JDF, RKD |        |
| Jacobus Bruyne                   | Jacobus                                                   | Bruyne                                        | ?           | ?          | 1670           | ?              | ?                                  | Blasoen                                           | Blason                              | RKD               |        |
| Joost Campen                     | Joost                                                     | Campen                                        | 1585-1605   | 1605       | 1623           | Pe (?)         | PBNd (Amsterdam)                   | Stokkade (parfois écrit Stoffade)                 |                                     | RKD               |        |
| Claessens                        |                                                           | Claessens ou Klaassens                        | ?           | ?          | 1675-1699      | ?              | ?                                  | Vlijt ou Vlyt                                     | Zèle                                | AHn, JDF, RKD     |        |
| Albert Clouwet                   | Albert ou Albertus                                        | Clouwet ou Clovet                             | 1636        | 1679       | 1664-1677      | Gr             | PBMer (Anvers)                     | Zantsak, Zantzack ou Zandzak                      | Sac de Terre (litt. : « de Sable ») | AH, AHn, JDF, RKD |        |
| Thomas Cortiels                  | Thomas                                                    | Cortiels                                      | 1609-1611   | 1636-1656  | 1622-1636      | Pe             | PBMer (Anvers)                     | ?                                                 |                                     | RKD               |        |
| Wouter Crabeth II                | Wouter (Pietersz.)                                        | Crabeth II                                    | 1594/1595   | 1644       | 1619-1626      | Pe             | PBNd (Gouda)                       | Almanack                                          | Almanach                            | RKD               |        |
| Tyman Arentsz. Cracht            | Tyman Arentsz.                                            | Cracht                                        | 1590-1610   | 1645/1646  | 1621-1631      | Pe             | PBNd (Wormer)                      | Botterkul                                         |                                     | RKD               |        |
| Ignatius Croon                   | Ignatius                                                  | Croon                                         | 1639        | 1667       | 1657-1667      | Pe             | PBMer (Malines)                    | Gaudtvinck ou Goudtvinck                          | Bouvreuil                           | RKD               |        |
| Francoys Dancx                   | Francoys                                                  | Dancx ou Danks                                | 1636        | 1676-1703  | ?              | Pe, De, Gr, Sc | PBNd (Amsterdam)                   | Schildpad                                         | Tortue                              | AHn, JDF, RKD     |        |
| Jan Daval                        | Jan                                                       | Daval                                         | ?           | ?          | 1665           | Pe             | PBMer                              | Doublet                                           | Double                              | RKD               |        |
| Jacobus de Baen                  | Jacobus ou Jacob                                          | De Baen ou Van der Baen                       | 1673        | 1700       | 1692           | Pe, De         | PBNd (La Haye)                     | Gladiator                                         | Gladiateur                          | AHn, JFD, RKD     |        |
| De Bakker                        |                                                           | De Bakker                                     |             |            |                | Pt             | PBMer (Bruxelles)                  | Virgilius                                         | Virgile                             | AH, JFD           |        |
| Cornelis de Bruijn               | Cornelis                                                  | de Bruijn ou de Bruyn                         | 1652        | 1726/1727  | 1674-1678      | Pe, De, Gr     | PBNd (La Haye)                     | Adonis                                            | Id.                                 | AH, AHn, JDF, RKD |        |
| Gregorius De Coninck             | Gregorius                                                 | De Coninck                                    | 1633/1634   | 1680/1700  | 1665-1668      | Pe             | PBNd                               | Eikenboom                                         | Chêne                               | RKD               |        |
| Quirinus De Coninck              | Quirinus                                                  | De Coninck                                    | ?           | ?          | 1626-1646      | Pe             | PBMer, PBNd                        | ?                                                 |                                     | RKD               |        |
| David De Coninck                 | David                                                     | De Coninck ou De Koning ou De Coniche         | 1642-1646   | 1701-1705  | 1671-1694      | Pe, De         | PBMer (Anvers)                     | Ramelaar ou Ramelaer                              | Bouquin (lapin, lièvre)             | AH, AHn, RKD      |        |
| Pieter De Coster                 | Pieter                                                    | De Coster                                     | 1612-1641   | 1702       | 1669           | Pe             | PBMer (Anvers)                     | Anneken                                           |                                     | RKD               |        |
| Jan De Craen                     | Jan                                                       | De Craen                                      | 1642        | 1678-1698  | 1665-1668      | Pe             | PBMer (Anvers)                     | Stomme Crijter (De)                               | Pleurnichard muet (ou idiot)        | RKD               |        |
| Jacob De Decker                  | Jacob, Giacomo ou Jacomo                                  | De Decker ou De Dekker (ou erron. De Dekken)  | ?           | ?          | 1675           | Pe             | PBNd (Haarlem)                     | Gulden Regen                                      | Pluie d’Or                          | AH, JDF, RKD      |        |
| Wybrand de Geest                 | Wybrand                                                   | de Geest I                                    | 1592        | 1661       | 1616-1618      | Pe, De         | PBNd (Leeuwarden)                  | Friesche Adelaar (De) ou De Friese Adelaar        | L'Aigle frison                      | RKD               |        |
| Jacob de Heusch                  | Jacob ou Jacomo                                           | De Heusch ou De Heus                          | 1656        | 1701       | 1675-1692      | Pe, De         | PBNd (Utrecht)                     | Afdruk                                            | Copie                               | AH, AHn, JDF, RKD |        |
| François De Meyer                | François                                                  | De Meyer                                      |             |            |                | Pe             | PBNd                               | Uitstel                                           | Sursis                              | AH, AHn, JDF      |        |
| Jan De Momper                    | Jan ou Joost                                              | De Momper ou Momper                           | 1617        | 1684-1704  | 1661-1684      | Pe             | PBMer (Anvers)                     | Eervrucht ou Eervrugt                             |                                     | AHn, JDF, RKD     |        |
| Bartolomeus De Riemer            | Bartolomeus                                               | De Riemer                                     |             |            |                | Or             | PBMer (Anvers)                     | Toetsteen                                         | Pierre de Touche                    | AH, JDF           |        |
| Karel De Vogelaar                | Karel                                                     | De Vogelaar, Voglar ou (De) Vogel             | 1653        | 1695       | 1671-1695      | Pe, De         | PBNd (Maastricht)                  | Distelbloem                                       | Fleur de Chardon                    | AH, AHn, JDF, RKD |        |
| De Winter                        |                                                           | De Winter (ou De Winkel ?)                    |             |            |                |                | PBMer (Anvers)                     | Vogel Fenix                                       | Phénix                              | AHn, JDF          |        |
| Franciscus De Wit                | Franciscus                                                | De Wit                                        | ?           | ?          | 1629           | Pe, De, Gr     | PBMer                              | Febus                                             | Phébus                              | AHn, JDF, RKD     |        |
| Gaspar de Witte                  | Gaspar                                                    | De Witte                                      | 1624        | 1681       | 1646           | Pe             | PBMer (Anvers)                     | Grondel                                           | Goujon (poisson)                    | RKD               |        |
| Pieter de Zeelander              | Pieter                                                    | De Zeelander                                  | ?           | ?          | 1641-1648      | Pe             | PBNd                               | Kaper                                             | Corsaire                            | AHn, JDF, RKD     |        |
| Giovanni Di Filippo Del Campo    | Giovanni                                                  | Di Filippo Del Campo                          | 1590-1610   | 1638-1658  | 1622-1641      | Pe, De         | France (Cambrai)                   | Braef, Braeff ou Brave                            | Brave                               | RKD               |        |
| Donauville                       |                                                           | Donauville                                    | ?           | ?          | 1674-1675      | Pe             | PBMer (Anvers)                     | Winkelhaak                                        | Crochet de Magasin                  | AH, JDF, RKD      |        |
| Willem Doudijns                  | Willem                                                    | Doudijns ou Doudyns                           | 1630        | 1697       | 1656-1657      | Pe, De, Gr     | PBNd (La Haye)                     | Diomed ou Diomedes                                | Diomède                             | AHn, JDF, RKD     |        |
| Gillis Du Mont                   | Gillis, Gilles ou Egidius                                 | Du Mont ou De Mont                            | ?           | 1697       | 1675           | Pe             | PBMer (Anvers)                     | Bryberg ou Brijbergh                              |                                     | AH, AHn, JDF, RKD |        |
| Karel Dujardin                   | Karel ou Charles                                          | Dujardin ou Du Jardin                         | 1626        | 1678       | 1647-1652      | Pe, De, Gr     | PBNd (Amsterdam)                   | Bokkebaart ou Bokkebaard                          | Barbe de bouc                       | AHn, JDF, RKD     | [ 27 ] |
| Robbert Duval                    | Robbert                                                   | Duval ou Du Val                               | 1649        | 1732       | 1668-1670      | Pe, De, Gr     | PBNd (Amsterdam – 's Gravenhaag ?) | Fortuin, Fortuyn, ou La Fortune                   |                                     | AH, AHn, JDF, RKD |        |
| Adriaen Foly                     | Adriaen ou Adriane                                        | Foly                                          | 1665 av.    | 1701 ap.   | 1665-1701      | Pe             | ?                                  | Zinnebeeld                                        | Symbole                             | AHn, JDF, RKD     |        |
| Pieter Fris                      | Pieter ou Peter                                           | Fris ou Frits                                 | 1627/1628   | 1706       | 1645           | Pe             | PBNd (Amsterdam)                   | Welgemoet                                         | Content                             | AHn, JDF, RKD     |        |
| Abraham Genoels                  | Abraham                                                   | Genoels ou Genoel                             | 1640        | 1723       | 1674-1682      | Pe, De, Gr     | PBMer (Anvers)                     | Archimedes                                        | Archimède                           | AHn, JDF, RKD     |        |
| Johannes Glauber                 | Johannes                                                  | Glauber                                       | 1646        | 1725-1727  | 1674-1679      | Pe, De, Gr     | PBNd (Utrecht)                     | Polidor                                           | Polydore                            | AHn, JDF, RKD     |        |
| Johannes Gottlieb Glauber        | Johannes Gottlieb                                         | Glauber                                       | 1656        | 1703       | 1674-1679      | De             | PBNd (Utrecht ?)                   | Mirtillus                                         | Myrtille (?), Bleuet (?)            | JDF, RKD          |        |
| Denys Godyn                      | Denys, Dyonisius ou Dionys                                | Godyn                                         | ?           | ?          | 1670           | ?              | PBNd                               | Ojevaar                                           | Cigogne                             | AHn, JDF          |        |
| François Henrie                  | François                                                  | Henrie                                        |             |            |                |                |                                    | Exter                                             | Pie                                 | AHn, JDF          |        |
| Pieter Hofman                    | Pieter                                                    | Hofman ou Hofmans                             | 1640-1644   | 1692       | 1660-1692      | Pe             | Allemagne ou PBmer (Anvers)        | Janitzer (it. Il Geannizzero)                     |                                     | AH, AHn, JDF, RKD |        |
| Adriaen Honich                   | Adriaen                                                   | Honich ou Honing                              | 1643        | 1674–1694  | 1663-1675      | Pe, De         | PBNd (Doordrecht)                  | Lossenbruy                                        |                                     | AH, AHn, JDF, RKD |        |
| Hans Jordaens IV                 | Hans                                                      | Jordaens IV                                   | 1616        | 1680       | 1643-1650      | Pe             | PBNd (Delft)                       | Brypotlepel pu Pollepel                           | Louche à Bouillie                   | AHn, JDF, RKD     |        |
| Nicolaes Latombe                 | Nicolaes                                                  | Latombe ou La Tombe                           | 1616        | 1676       | ?              | Pe, De         | PBNd (Amsterdam)                   | Stoppertje ou Stopper                             | Bourreur                            | JDF               |        |
| Nicolas Le Grand                 | Nicolaas, Nicolas ou Nicolaus                             | Le Grand                                      | ?           | 1713       | 1674           | Pe             | PBMer (Anvers)                     | Vermaak (‘t)                                      | L’Amusement                         | AH, AHn, JDF, RKD |        |
| Jacob Leyssens                   | Jacob ou Nikolaus                                         | Leyssens ou Lyssens                           | 1661        | 1710       | 1680           | Pe             | PBMer (Anvers)                     | Notenkraker                                       | Casse-Noix                          | JDF, RKD          |        |
| Marcello Liberechts              | Marcello, Marcus ou Marcellis                             | Liberechts ou Librechts (ou erron. Sibrechts) |             |            |                | Pe             | PBMer (Anvers)                     | Papagay ou Papegajen                              | Perroquet                           | AH, JDF, AHn      |        |
| Nicolaas Liemaker                | Nicolaas ou Nicolaus                                      | Liema(a)ker                                   | 1601        | 1646       |                | Pe, De         | PBMer (Gand)                       | Roose                                             | Rose                                | JDF               | ?      |
| Jan Linsen                       | Jan                                                       | Linsen                                        | 1602/1603   | 1635       | 1624-1626      | Pe, De         | PBNd (Hoorn)                       | Hermafrodiet                                      | Hermaphrodite                       | RKD               |        |
| Jan Lis                          | Jan (ou Johann ?)                                         | Lis                                           | 1595 (?)    | 1629 (?)   |                |                |                                    | Pan                                               | Id.                                 | AHn, JDF          |        |
| Lodewijk                         |                                                           | Lodewijk                                      | ?           | ?          | 1664           | Pe             | ?                                  | Bolleboos                                         | Forte Tête                          | RKD               |        |
| Otto Marseus Van Schriek         | Otto                                                      | Marseus Van Schriek ou Marceus ou Marcellis   | 1614-1620   | 1678       | 1648-1657      | Pe, De         | PBNd (Nimègue)                     | Snuffelaer                                        | Fureteur                            | AHn, JDF, RKD     |        |
| Bartolomeus Martens              | Bartolomeus                                               | Martens                                       |             |            |                | Or             | PBMer (Anvers)                     | Bocaal                                            | Bocal                               | AH, AHn, JDF      |        |
| Hans Martyn                      | Hans                                                      | Martyn                                        |             |            |                |                | Allemagne                          | Moet                                              | Courage                             | AH, AHn, JDF      |        |
| Thomas Mathisen                  | Thomas                                                    | Mathisen (F. Matheus ?)                       | 1615-1620   | 1674-1694  | 1674-1675      | Pe             | PBMer (Anvers)                     | Vrome (De)                                        | Le Pieux                            | AH, AHn, JDF, RKD |        |
| Daniël Mijtens II                | Daniël                                                    | Mijtens ou Mytens                             | 1644        | 1688       | 1666           | Pe, De         | PBNd (La Haye)                     | Bontekraay ou Bonte Kraai                         | Corneille bigarrée                  | AHn, JDF, RKD     |        |
| F. Moens                         | F. (Fr. ?)                                                | Moens                                         |             |            |                |                |                                    | Vlucht                                            | Fuite                               | AHn, JDF          |        |
| Cornel. Molenaar                 | Cornel.                                                   | Molenaar                                      |             |            |                |                |                                    | Strabo                                            | Strabon                             | JDF               | ?      |
| Heinrich Mommers                 | Heinrich                                                  | Mommers                                       | 1613-1633   | 1693       | ?              | Pe, De         | PBNd (Haarlem)                     | Slempop                                           |                                     | AHn, JDF, RKD     |        |
| François Monnaville              | François ou Frans                                         | Monnaville                                    | 1646        | 1706-1716  | 1706 env.      | Pe, De         | PBMer (Bruxelles)                  | Jeught (De) ou Jeugt                              | Jeunesse                            | AH, AHn, JDF, RKD |        |
| Isaac de Moucheron               | Isaac ou Izak de                                          | Moucheron                                     | 1667        | 1744       | 1695-1697      | Pe, De, Gr     | PBNd (Amsterdam)                   | Ordenantie ou Ordonanntie                         | Ordonnancement                      | AHn, JDF, RKD     |        |
| Pieter Mulier le Jeune I         | Pieter                                                    | Mulier, De Mulieribus, Molier, ou Molyn       | 1637        | 1701       | ?              | Pe, De         | PBNd (Haarlem)                     | Tempeest (ital. Il Tempesta ou Cavalier Tempesta) | Tempête                             | AHn, JDF, RKD     |        |
| Paul                             |                                                           | Paul                                          |             |            |                |                | PBMer (Anvers)                     | Wellust                                           | Volupté                             | AHn, JDF          |        |
| Jean Petit                       | Jean                                                      | Petit                                         | ?           | 1651 env.  |                | Pe             | PBNd                               | Ballon                                            | Id.                                 | AHn, RKD          |        |
| Nicolas Piemont                  | Nicolaes ou Nicolas                                       | Piemont                                       | 1644        | 1709       | ?              | Pe, De         | PBNd (Amsterdam)                   | Opgang                                            | Montée                              | AH, AHn, JDF, RKD |        |
| Christoffel Puytlinck            | Christoffel ou Christoph                                  | Puytlinck ou Puytlink                         | 1640        | 1679-1699  | 1667-1668      | Pe, De         | PBNd (Roermond)                    | Trechter                                          |                                     | JDF               | ?      |
| Hubert Quellinus                 | Hubert                                                    | Quellinus                                     | 1619        | 1687       | 1650           | Pe, De, Gr     | PBMer (Anvers)                     | Saracin                                           |                                     | RKD               | [ 37 ] |
| Jan Erasmus Quellinus            | Jan Erasmus (confondu avec Arnold ?)                      | Quellinus                                     | 1634        | 1715       | 1657-1659      | Pe, De         | PBMer (Anvers)                     | Korpus ou Corpus                                  | Corpus                              | AHn, JDF, RKD     |        |
| Raufft ou Rouw                   | Franz Ludwig                                              | Raufft ou Rouw                                | 1660        | 1719-1740  | ?              | Pe             | Suisse (Lucerne)                   | Fondament                                         | Fondations                          | AHn , JDF         | ?      |
| Christian Reder                  | Christian ou Kristiaen                                    | Reder, Reuder ou Renter                       | 1656        | 1729       | 1690-1729      | Pe             | Allemagne (Leipzig)                | Leander                                           | Léandre                             | AHn, JDF          |        |
| Joh. Rieger                      | Joh.                                                      | Rieger                                        | 1655        | 1730       | 1692-1695      | Pe             | Allemagne (Augsburg)               | Sauerkraut (all., en néerl. ce serait Zuurkool)   | Choucroute                          | JDF               |        |
| Philipp Peter Roos               | Philipp Peter ou Filip                                    | Roos                                          | 1657        | 1706       | ?              | Pe             | Allemagne (Francfort/Main)         | Merkuur ou Mercurius                              | Mercure                             | AHn, JDF, RKD     |        |
| Georg Philipp Rugendas I         | Georg Philipp                                             | Rugendas I                                    | 1666        | 1742       | ?              | Pe, Gr         | Allemagne (Augsbourg)              | Schild                                            | Bouclier                            | JDF               | ?      |
| Joachim von Sandrart             | Joachim von                                               | Sandrart                                      | 1606        | 1688       | ?              | Pe, Gr         | Allemagne (Francfort/Main)         | ?                                                 |                                     |                   |        |
| Dominicus Schaft                 | Dominicus                                                 | Schaft                                        |             |            |                |                |                                    | Wel te Vreden                                     |                                     | AHn, JDF          |        |
| Anthoni Schoonjans               | Anthoni                                                   | Schoonjans                                    | 1655        | 1726       | 1674-1689      | Pe, De         | PBMer (Anvers)                     | Parrhasius                                        | Parrhasios                          | AH, , JDF, RKD    |        |
| Cornelis Schut (I)               | Cornelis                                                  | Schut                                         | 1597        | 1655       | 1624-1627      | Pe, De, Gr     | PBMer (Anvers)                     | Broodzak                                          | Musette                             | RKD               |        |
| Claude Albert Sevin              | Claude Albert ou Klaudius Albertus                        | Sevin                                         | ?           | ?          | ?              | Pe             | PBMer (Bruxelles)                  | Echo                                              | Écho                                | AHn, JDF, RKD     |        |
| Daniel Seyter                    | Daniel                                                    | Seyter, Syter ou Syder                        | 1647        | 1705       | 1683-1688      | Pe, De         | Autriche (Vienne)                  | Avontstar, Avondstar ou Abendstern (all.)         | Étoile du soir                      | AH, AHn, JDF, RKD |        |
| Karel Skreta                     | Karel (Sotnovsky) ou Carl                                 | Skreta (Škréta), Screta ou Creeten            | 1610        | 1674       | ?              | Pe             | Tchéquie actuelle                  | Espadon                                           |                                     | JDF               | ?      |
| Franz Werner von Tamm            | Franz Wern(h)er von ou Joan Vernero                       | Tamm                                          | 1658        | 1724       | ?              | Pe             | Allemagne (Hambourg)               | Dapper                                            | Brave                               | AHn, JDF, RKD     |        |
| Arendt Samuëlsz. Teerling        | Arendt ou Arent Samuëlsz.                                 | Teerling                                      | ?           | ?          |                | Pe             | PBNd (Alkmaar)                     | Sinceer ou Cinceer                                | Sincère                             | AHn, JDF, RKD     |        |
| Ezaias Terwesten                 | Ezaias ou Elias                                           | Terwesten (erron. Terwester)                  | 1661        | 1724-1734  | 1694-1724      | PE             | PBNd (La Haye)                     | Paradijsvogel                                     | Oiseau de paradis                   | JDF               |        |
| Mattheus Terwesten               | Mattheus, Mateus ou Matthias                              | Terwesten (erron. Terwester)                  | 1670        | 1757       | 1695-1699      | Pe, De         | PBNd (La Haye)                     | Arents ou Arend ou Arent                          | Aigle                               | AHn, JDF, RKD     |        |
| Augustinus Terwesten I           | Augustinus, Augustyn ou Augustin                          | Terwesten I (erron. Terwester)                | 1649        | 1711       | 1672-1677      | Pe, De         | PBNd (La Haye)                     | Snip                                              |                                     | AHn, JDF, RKD     |        |
| Johan Teyler                     | Johan ou Jan                                              | Teyler                                        | 1648        | 1712       | 1679-1682      | Pe, De, Gr     | PBNd (Nimègue)                     | Speculatie                                        | Spéculation                         | AHn, JDF, RKD     |        |
| Jacob Toorenvliet                | Jacob                                                     | Toorenvliet ou Torenvliet                     | 1640        | 1719       | 1670-1673      | Pe, De, Gr     | PBNd (Leyde)                       | Jason                                             | Id.                                 | AHn, JDF, RKD     |        |
| Hans Troschel                    | Hans ou Joh.                                              | Troschel                                      | 1585        | 1628       | ?              | De, Gr         | Allemagne (Nuremberg)              | Silenus                                           | Silène                              | JDF               | ?      |
| Jacques Vaillant                 | Jacques ou Jacob                                          | Vaillant                                      | 1643        | 1691       | 1664-1666      | Pe, Gr         | PBNd (Amsterdam)                   | Lewerik ou Leeuwerik                              | Alouette                            | AHn, JDF, RKD     |        |
| Willem van Aelst                 | Willem                                                    | van Aelst                                     | 1627        | 1683/1684  | ?              | Pe, De         | PBNd (Delft)                       | Vogelverschrikker (?)                             | Épouvantail                         | RKD               | [ 40 ] |
| Anthonie Van Amersfoort          | Anthonie                                                  | Van Amersfoort                                | ?           | 1623       | ?              | Pe             | PBNd                               | Chambelaer                                        |                                     | RKD               |        |
| Dirck van Baburen                | Dirck                                                     | van Baburen                                   | 1594/1595   | 1624       | 1617-1620      | Pe, De         | PBNd (Utrecht)                     | Biervliech ou Biervlieg                           | Mouche à bière                      | RKD               |        |
| Michiel Van Barspalm             | Michiel ou Michael                                        | Van Barspalm ou Barspalm                      | ?           | ?          | 1674-1675      | Pe             | PBMer                              | Standvastigheid (De)                              | Fermeté                             | AH, JFD, RKD      |        |
| Jan van Bijlert                  | Jan                                                       | van Bijlert                                   | 1597/1598   | 1671       | 1620-1624      | Pe, De         | PBNd (Utrecht)                     | Aeneas                                            | Énée                                | RKD               |        |
| Jan Frans van Bloemen            | Jan Frans ou Jul. Franz                                   | Van Bloemen                                   | 1662        | 1749       | 1689-1749      | Pe, De, Gr     | PBMer (Anvers)                     | Horisont ou Orrizonte                             | Horison                             | AHn, JDF, RKD     |        |
| Norbert van Bloemen              | Norbert ou Norbertus                                      | Van Bloemen                                   | 1670        | 1746       | 1690           | Pe, De         | PBMer (Anvers)                     | Cefalus                                           | Céphale                             | AHn, JDF          |        |
| Pieter van Bloemen               | Pieter                                                    | Van Bloemen                                   | 1657        | 1720       | 1674-1693      | Pe, De         | PBMer (Anvers)                     | Standaart ou Stendardo (ital.)                    | Étendard                            | AHn, JDF, RKD     |        |
| Gerrit Van Bronckhorst           | Gerrit                                                    | Van Bronckhorst                               | 1636-1638   | 1673       | 1648           | Pe, De         | PBNd (Utrecht)                     | ?                                                 |                                     | RKD               |        |
| Johannes Jansz. Van Bronckhorst  | Johannes Jansz.                                           | Van Bronckhorst                               | 1627        | 1656       | 1648-1650      | Pe             | PBNd (Utrecht)                     | ?                                                 |                                     | RKD               |        |
| Jan Van Bunnik                   | Jan                                                       | Van Bunnik ou Bunnik                          | 1654        | 1727       | 1671-1684      | Pe             | PBNd (Utrecht)                     | Ketelrom ou Keteltrom                             | Timbale (musique)                   | AHn, JDF, RKD     |        |
| Carolus Van Daele                | Carolus                                                   | Van Daele                                     | ?           | ?          | 1670           | ?              | ?                                  | Pyramus                                           | Pyrame                              | RKD               |        |
| Pieter Van de Hulst IV           | Pieter                                                    | Van de Hulst IV                               | 1651        | 1727       | 1674-1677      | Pe, Gr         | PBNd (Doordrecht)                  | Zon ou plutôt Zonnebloem                          | Soleil ou Tournesol                 | AHn, JDF, RKD     |        |
| Jacob van der Does               | Jacob                                                     | Van der Does                                  | 1623        | 1673       | 1644-1649      | Pe, De, Gr     | PBNd (Amsterdam)                   | Tamboer                                           | Tambour                             | JDF, RKD          |        |
| Philips van der Does             | Philips, Philip ou Philippo                               | Van der Does                                  | 1608        | 1675-1695  | 1635-1675      | Pe             | PBMer (Anvers)                     | Orpheus                                           | Orphée                              | AH, AHn, JDF, RKD |        |
| Jan Van der Hooge                | Jan                                                       | Van der Hooge                                 |             |            |                |                |                                    | Charon                                            | Id.                                 | AHn, JDF          |        |
| Adriaen Van der Kabel            | Adriaen ou Adrian (parfois confondu avec son frère Engel) | Van der Kabel                                 | 1630/1631   | 1705       | 1659-1666      | Pe, De, Gr     | PBNd (Rijswijk)                    | Geestigheid                                       | Humour                              | AHn, JDF, RKD     |        |
| Engel Van der Kabel              | Engel (parfois confondu avec Ary - Adriaen)               | Van der Kabel                                 | 1641/1642   | 1695-1715  | 1665-1668      | Pe, De         | PBNd (Rijswijk)                    | Corydon                                           | Id.                                 | AHn, JDF, RKD     |        |
| Francis Van der Kuppen           | Francis ou Frans                                          | Van der Kuppen ou Van der Kappen              |             |            |                |                |                                    | Studie                                            | Étude                               | AHn, JDF          |        |
| Gillis Van der Meeren            | Gillis ou Egidius                                         | Van der Meeren ou Van der Meren               |             |            |                | Pe             | PBMer (Anvers)                     | Voorwint ou Voordewint                            |                                     | AH, AHn, JDF      |        |
| Theodoor Van der Schuer          | Theodoor                                                  | Van der Schuer ou Van der Schuur              | 1634        | 1707       | 1661-1665      | Pe, De         | PBNd (La Haye)                     | Vrientschap ou Vriendschap                        | Amitié                              | AHn, JDF, RKD     |        |
| Jakob Van der Spijck II          | Jakobus                                                   | Van der Spijck ou Van Spyk                    | ?           | ?          | ?              | Pe             | PBNd (La Haye ?)                   | Tuberoos                                          | Tubérose                            | AHn, JDF          |        |
| Pieter Anthonisz van Groenewegen | Pieter Anthonisz.                                         | Van Groenewegen                               | 1590-1610   | 1658       | 1615-1623      | Pe, De         | PBNd (Delft)                       | Leeuw                                             | Lion                                | RKD               |        |
| N. Van Haringe                   | N.                                                        | Van Haringhe ou Van Haringe                   |             |            |                | Pharmacien     | PBmer                              | Mitridaat                                         | Mithridate                          | AH, AHn, JDF      |        |
| Samuel van Hoogstraten           | Samuel                                                    | van Hoogstraten                               | 1627        | 1678       | 1652           | Pe, De, Gr     | PBNd (Doordrecht)                  | Batavier                                          | Batave                              | AHn, JDF, RKD     |        |
| Willem Van Ingen                 | Willem, Wilhelm ou Guilhelmo                              | Van Ingen                                     | 1651        | 1708       | ?              | Pe             | PBNd (Utrecht)                     | Eerste (De)                                       | Le Premier                          | AHn, JDF, RKD     |        |
| Pieter van Laer                  | Pieter                                                    | van Laer                                      | 1599        | 1642-1654  | 1624-1639      | Pe, De, Gr     | PBNd (Haarlem)                     | Snuffelaer (?)                                    | Fureteur                            | RKD               |        |
| Hendrik Frans Van Lint           | Hendrik Frans, Hendrik ou Heinrich                        | Van Lint                                      | 1684        | 1763       | 1697…          | Pe, De         | PBMer (Anvers)                     | Studie ou Studio (ital.)                          | Étude                               | AHn, JDF, RKD     |        |
| Jan Van Lint                     | Herman, Jan ou Hans                                       | Van Lint                                      | 1614-1634   | 1681       | 1650           | Pe             | PBNd (Utrecht)                     | Stilheit, Stilheid ou De Stiile                   | Tranquillité                        | AHn, JDF, RKD     |        |
| Bonaventura Van Overbeck         | Bonaventura                                               | Van Overbeck ou Overbek                       | 1649 - 1670 | 1705       | 1688-1692      | Pe, De, Gr     | PBNd (Amsterdam)                   | Romulus                                           | Id.                                 | AHn, JDF, RKD     |        |
| Reinier Van Persijn              | Reinier ou Regner                                         | Van Persijn ou Persyn                         | 1613-1615   | 1668       | 1633           | De, Gr         | PBNd (Alkmaar)                     | Narcissus                                         | Narcisse                            | JDF, RKD          | ?      |
| Cornelis Van Poelenburgh         | Cornelis                                                  | Van Poelenburgh, Van Poelenburch              | 1594/1595   | 1667       | 1617-1625      | Pe, De, Gr     | PBNd (Utrecht)                     | Satyr                                             | Satyre                              | AHn, RKD          |        |
| Cornelis Van Rijssen             | Cornelis                                                  | Van Rijssen ou Van Ryssen                     |             |            |                | Or             |                                    | Satyr                                             | Satyre                              | AHn, JDF          |        |
| Pieter Van Sikkelers             | Pieter                                                    | Van Sikkelers ou Van Sickleer                 |             |            |                |                |                                    | Saturnus                                          | Saturne                             | AHn, JDF          |        |
| Albert Van Spiers                | Albert                                                    | Van Spiers                                    | 1666        | 1718       | 1687-1697 env. | Pe             | PBNd (Amsterdam)                   | Pyramied                                          | Pyramide                            | AHn, JDF, RKD     |        |
| Jacob Van Staverden              | Jacob ou Jacomo                                           | Van Staverden ou Van Staverde                 | 1656 (?)    | 1716       | 1674-1686      | Pe             | PBNd (Amersfort)                   | IJver                                             | Zèle                                | AH, AHn, JDF, RKD |        |
| Jacob Van Steenvoorden           | Jacob                                                     | Van Steenvoorden ou Steenvoorden              | 1632 env.   | 1681 env.  | 1653-1656      | ?              | PBNd (La Haye)                     | Eneas                                             | Énée                                | AHn, JDF, RKD     |        |
| Herman Van Swanevelt             | Herman                                                    | Van Swanevelt ou Swanevelt                    | 1603/1604   | 1655       | 1629-1641      | Pe, De, Gr     | PBNd (Woeren)                      | Heremyt ou Heremiet                               | Ermite                              | AHn, JDF, RKD     |        |
| Domenicus van Wijnen             | Dominicus                                                 | Van Wijnen ou Van Wynen                       | 1661        | ?          | 1680-1690      | Pe, De         | PBNd (Amsterdam)                   | Askaan ou Ascanias ou Aescanius                   | Ascagne                             | AHn, JDF, RKD     |        |
| Caspar Van Wittel                | Caspar, Gasper ou Kasper                                  | Van Wittel                                    | 1652-1656   | 1736       | 1674-1694      | Pe, De, Gr     | PBNd (Amersfort)                   | Toorts ou Piktoors                                | Torche                              | AH, AHn, JDF      |        |
| Pieter Verbruggen II             | Pieter                                                    | Verbruggen II                                 | 1648        | 1691       | 1674-1677      | Pe, Gr, Sc     | PBMer (Anvers)                     | Ballon                                            |                                     | AHn, JDF          |        |
| Hans Verheyke                    | Hans                                                      | Verheyke                                      |             |            |                |                |                                    | Klein Hans                                        | Petit Jan                           | JDF               | ?      |
| Verhulst                         |                                                           | Verhulst                                      | ?           | ?          | ?              | ?              | PBMer (Anvers ?)                   | Olyvetak                                          | Branche d’Olivier                   | AHn, JDF          |        |
| Dirk Visscher                    | Dirk ou Theodor                                           | Visscher ou Visser                            | 1640-1660   | 1707       | ?              | Pe             | PBNd (Haarlem)                     | Slempop                                           |                                     | AH, AHn, JDF, RKD |        |
| Jan Baptist Weenix               | Jan Baptist                                               | Weenix                                        | 1621        | 1659-1661  | 1643-1646      | Pe, De, Gr     | PBNd (Amsterdam)                   | Ratel                                             | Crécelle                            | JDF, RKD          |        |
| Jacob Campo Weyerman             | Jacob Campo                                               | Weyermann ou Weyerman                         | 1677        | 1747       | ?              | Pe, Gr         | PBNd (Breda)                       | Campovivo                                         |                                     | JDF, Descamps     | ?      |
| Gerhard Wigmana                  | Gerhard                                                   | Wigmana ou Wigmann                            | 1673        | 1741       | 1699-1700      | Pe, De         | PBNd (Workum)                      | Vriesche Raphael (De)                             | Le Raphaël de Frise                 | JDF, RKD          | ?      |
| Theodor Wilkens                  | Theodor ou Theodoor                                       | Wilkens                                       | 1680-1700   | 1748 env.  | 1710           | Pe, De         | PBNd (Amsterdam)                   | Goeden Wil ou Goedewil                            | Bonne Volonté                       | AHn, JDF, RKD     |        |
| Matthias Withoos                 | Matthias                                                  | Withoos                                       | 1627        | 1703       | 1648-1652      | Pe, De         | PBNd (Amersfoord)                  | Calzetta Bianca ou C. Bianco                      | Chausse blanche                     | RKD               |        |
| Gommarus Wouters                 | Gommarus, Gomarus, ou Gomar                               | Wouters                                       | 1639-1649   | 1680-1696  | 1675           | Pe, De         | PBMer (Anvers)                     | Ridder (De)                                       | Chevalier                           | AH, AHn, JDF, RKD |        |
| Pieter de Zeelander              | Pieter                                                    | Zeelander                                     | vers 1620   | après 1650 | 1648           | Pe             | PBNd (Haarlem)                     | corsaire                                          | AH, RKD                             |                   |        |
| Johannes Ziereels                | Johannes (F. ?)                                           | Ziereels, Zierneels ou Ziereneels             | 1646-1649   | 1678-?     | 1671-1678      | Pe             | PBNd (s’Hertogenbosch)             | Lelie ou Lely                                     | Lys                                 | AH, AHn, JDF, RKD |        |

- Abréviations utilisées dans le tableau :
  - - (dates) : à
  - / (dates) : ou
  - De : Dessinateur
  - Gr : Graveur
  - Or : Orfèvre
  - PBMer : Pays-Bas méridionaux
  - PBNd : Pays-Bas du Nord
  - Pe : Peintre
  - Pt : Poète
  - Sc : Sculpteur
- Sources pour le tableau :
  - AH : Arnold Houbraken, trad. en allemand, p. 340-341.
  - AHn : Arnold Houbraken, trad. en allemand, note p. 297-298.
  - Descamps : Jean-Baptiste Descamps, La Vie des Peintres Flamands, Allemands et Hollandois, [...], Desaint & Saillant - Pissot - Durant, Paris, 1753-1763. – Se sert de Houbraken ; contient un nombre incalculable d'erreurs concernant les dates.
  - JDF: Johann Dominik Fiorilo, Geschichte der zeichnenden Künste in Deutschland und den Vereinigten Niederlanden, t. 2, Hanovre, 1820, p. 178-189. – Se sert de Houbraken.
  - RKD : Rijksbureau voor Kunsthistorische Documentatie : pour l'ajout de quelques noms, l'actualisation de l'ensemble des noms et pour toutes les dates ; interrogez le site du RKD pour la justification de celles-ci.

#### Aspect artistique
- École hollandaise
- Siècle d'or néerlandais
- Guilde des romanistes
- Chambre de rhétorique

#### Aspect sociologique
- Initiation
- Baptême